# John Makin (zanger)
John Makin, bekend onder de artiestennaam Mister John, (Liverpool, 13 februari 1950 - Brussel, 23 oktober 2011) was een Brits zanger. Hij werd bekend met het nummer Potverdekke, it's great to be a Belgian, dat in 1998 negentien weken in de hitparade stond in de Vlaamse Ultratop 50.

## Biografie
Makin werd geboren in Groot-Brittannië, maar verhuisde in het begin van de jaren 70 naar Brussel. Hij ging er aan de slag als schatter. In 1976 werd Makin een professioneel muzikant. In datzelfde jaar bracht hij zijn eerste album uit: Urban Romance.
In 1998 scoorde hij onder de naam Mister John een hit met het nummer Potverdekke! It's great to be a Belgian, dat hij samen met Belgische vrienden had geschreven. Makin mocht het lied in dat jaar onder meer opvoeren tijdens de viering van de nationale feestdag in Brussel.
Ook in de laatste jaren van zijn leven bleef Makin optreden.
Makin was getrouwd en had twee zonen uit een eerste huwelijk.

## Singles
| Single met hitnotering(en) in de Vlaamse Ultratop 50 | Datum van verschijnen | Datum van binnenkomst | Hoogste positie | Aantal weken | Opmerkingen |
| ---------------------------------------------------- | --------------------- | --------------------- | --------------- | ------------ | ----------- |
| Potverdekke! It's great to be a Belgian              | 1998                  | 18-07-1998            | 7               | 19           |             |